# 弗拉察市鎮

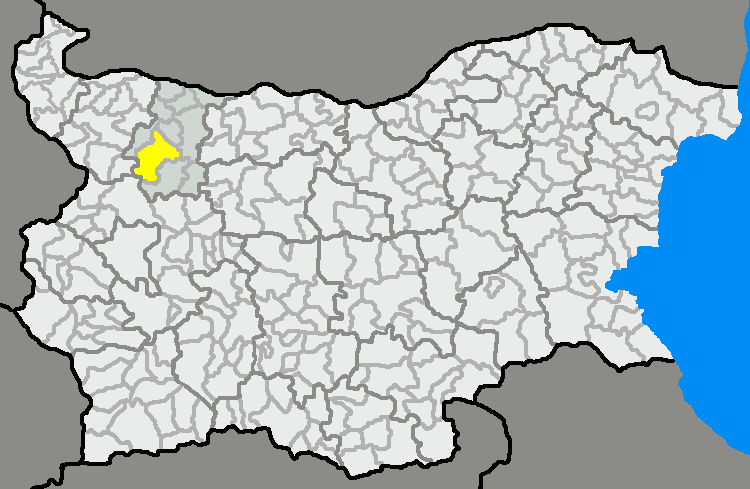

弗拉察市，是保加利亞的城鎮，位於該國西北部，由弗拉察州負責管轄，首府設於弗拉察，面積706平方公里，2011年人口73,894，人口密度每平方公里104.67人。
43°12′N 23°33′E / 43.2°N 23.55°E